# 鄂曲
鄂曲，是中国长江流域的一条河流，汇入雅砻江，属于金沙江水系。河长67千米，流域面积2240平方千米，年均流量16立方米每秒。自然落差555米。水能理论蕴藏量2万千瓦。